# Škodliví plži

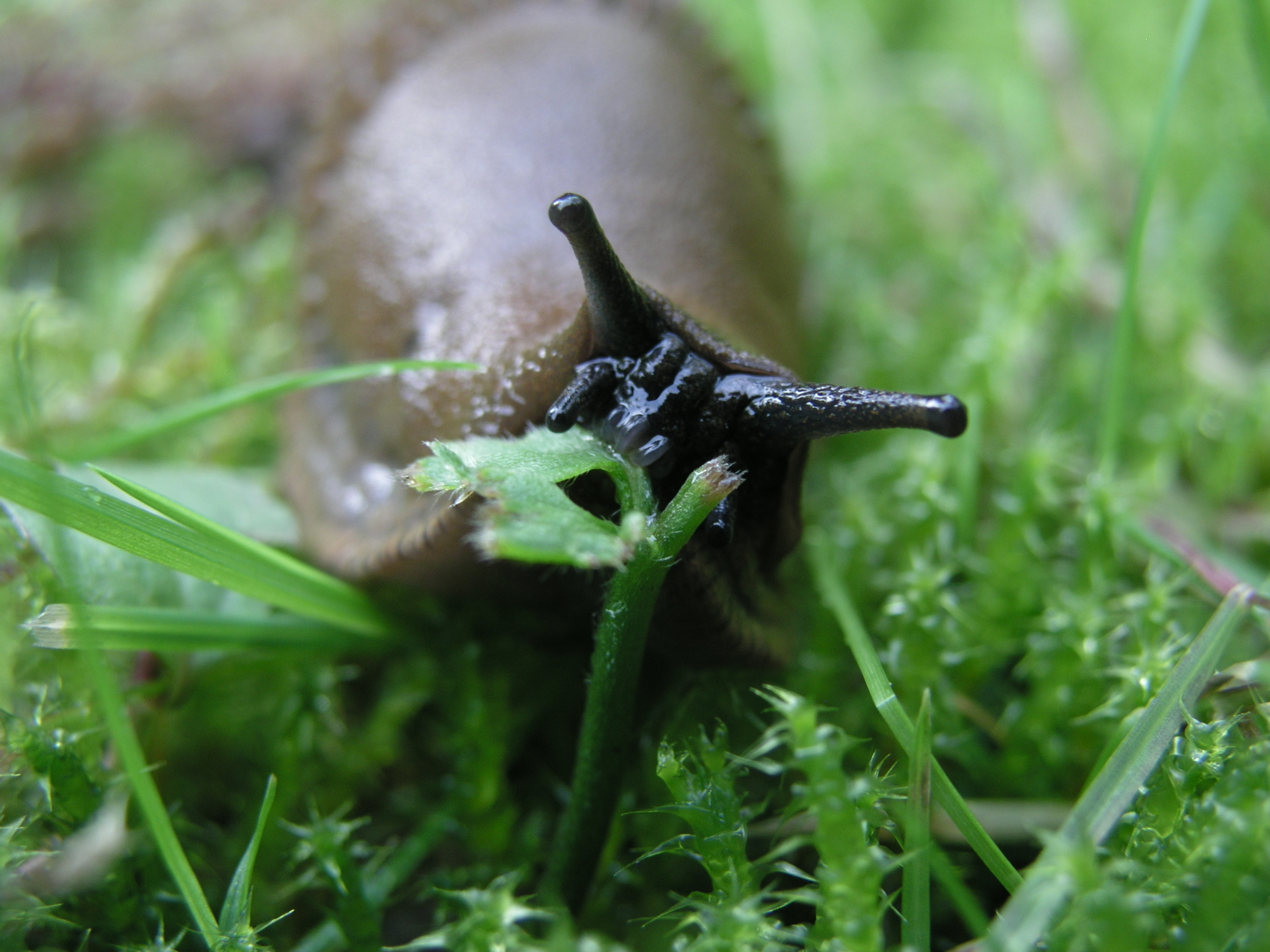
nejvýznamnější škodlivý plž ve střední Evropě je plzák španělský

Škodliví plži mohou z hlediska člověka škodit buď v zemědělství nebo také přenášením parazitů, když působí např. jako mezihostitelé motolic. Mnozí z nich jsou nazí plži.

## Plži jako škůdci v zemědělství

### Polní a zahradní škůdci
- slimáček Deroceras
  - slimáček polní Deroceras agreste (Linnaeus, 1758)
  - slimáček síťkovaný Deroceras reticulatum (O. F. Müller, 1774) - naklade za rok až 500 vajíček, 1 až 2 mm velkých, po skupinách 10 -15, líhnou se za 3-4 týdny, za 6 týdnů po vylíhnutí už mohou přezimovat.
  - slimáček hladký Deroceras laeve (O. F. Müller, 1774)
- plzák Arion
  - plzák španělský Arion lusitanicus (Mabille, 1868)
  - plzák lesní Arion rufus
  - plzák zahradní Arion distinctus - synonymum: A. hortensis
  - plzák hnědý Arion subfuscus
  - plzák žíhaný Arion circumscriptus Johnston, 1828
- další:
  - slimák největší Limax maximus Linnaeus, 1758
  - údolníček drobný Vallonia pulchella (O. F. Müller, 1774), způsobuje požerky na kořenech řepy. Škodlivost tohoto druhu považuji za přehnanou, ale je uveden v knize: Atlas chorob a škůdců řepy.

Podle některé literatury je hlemýžď zahradní Helix pomatia řazen mezi užitečné organismy. Žere prý vajíčka škodlivých plzáků Arion sp. a žere prý plevele. Až začne žrát kulturní rostliny, stačí ho odstěhovat.

### Škodliví plži ve sklenících
Ve sklenících poškozují hlavně květiny. Ve sklenících škodí:
- hlemýžď zahradní Helix pomatia
- páskovka keřová Cepaea hortensis
- srstnatka chlupatá Trichia hispida
- vřetenatka mnohozubá Laciniaria plicata
- vřetenatka obecná Alinda biplicata
- všichni nazí plži (včetně nepůvodních druhů Deroceras panormitanum a Lehmannia valentiana)

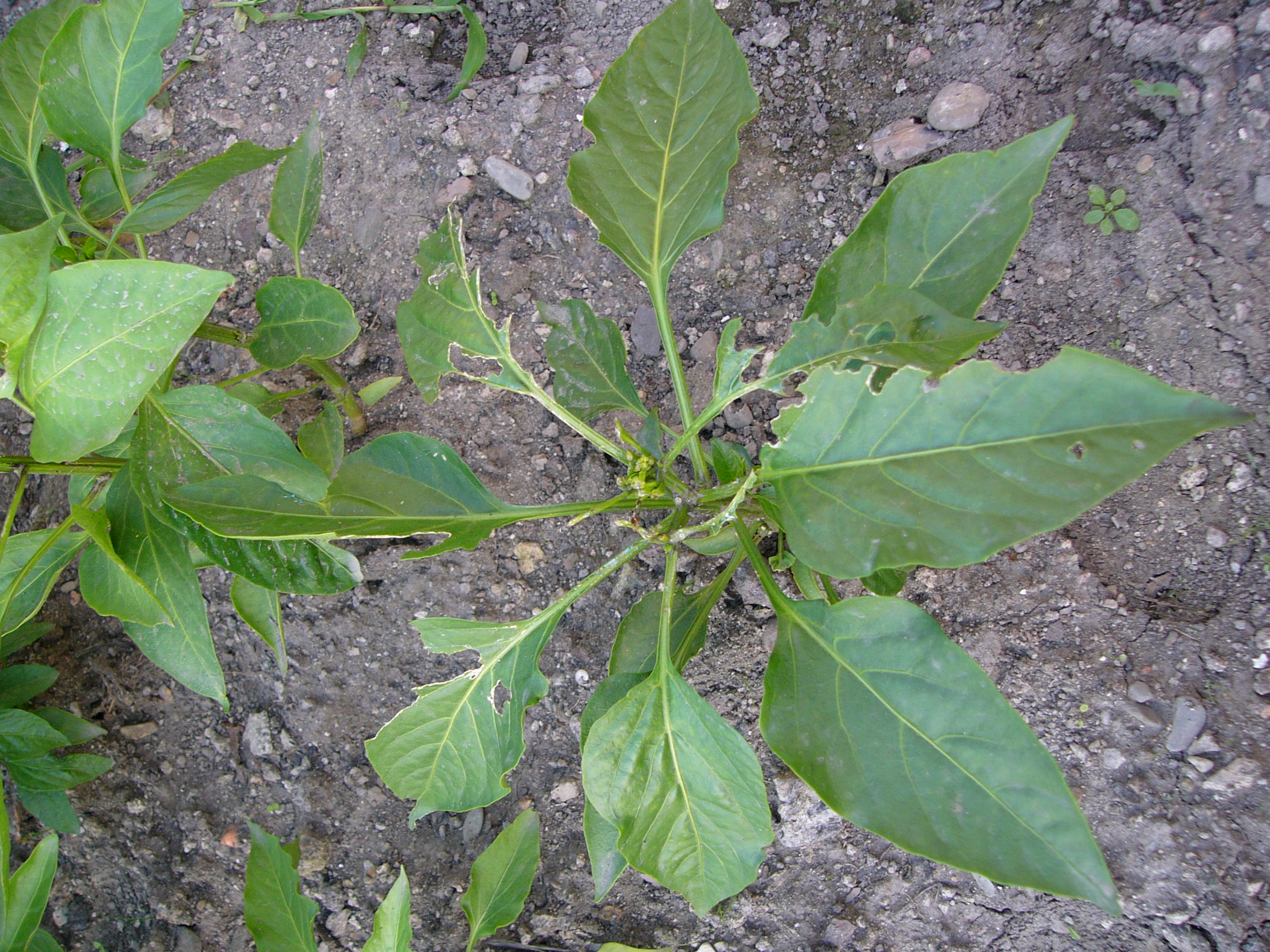
Paprika setá poškozená plži.

### Potrava škodlivých plžů
Potravu škodlivých plžů tvoří mrkev, čekanka, chřest, ředkvičky, řepa, cukrovka, salát, kapusta, růžičková kapusta, zelí (zelené i bílé), řepka, slunečnice, luštěninová a obilninová píce, hrách, mladé rostliny ozimých a jarních obilovin, kukuřice, tabák, brambory, jahody, atd. Kromě zeleniny mohou škodit také na okrasných rostlinách, např. popínavá rostlina podražec velkolistý Aristolochia macrophyla (syn. A. sipho, A. durior) roste ve vlhčí půdě ve stínu nebo polostínu, a proto klíčící rostliny musíme chránit před poškozením plži.

### Co prospívá plžům
Vlhké prostředí, vlhké léto, mírně teplý podzim s dostatkem mlh a ros, mírná zima, těžší méně vysychavé půdy, bohatý pokryv předplodiny, nespálení slámy, zaorávky slámy, nesklizení obilní slámy, minimální zpracovávání půdy, vynechání orby, hodně organických látek v půdě (zadržují vodu a jako náhradní potrava), hodně hnoje, zeleného hnojení a statkových odpadů, neudržování polí sečením, zvýšená kyselost půd.

### Co škodí plžům
Přirození nepřátelé (predátoři a parazité) je požírají. Na obranu před škodlivými plži se před setím poválí a rozdrtí hroudy případně odstraní kameny (zničí se tak úkryty pro plže), pletím se snižuje vlhkost porostu, po sklizni se na poli nenechávají zbytky rostlin, zaorávají strniště, podmítá (50-80 mm) a provádí se hluboká orba do 150 až 200 mm (přezimují až 20 cm pod povrchem půdy). Pozdní orba likviduje vajíčka plžů, ale také žížaly.

### Preventivní opatření proti plžům
Péče o trvalé travní porosty, péče o meze a vodoteče, mulčování. Setí 3-5 m od luk a živých plotů. Ochranné plůtky s ohrnutým horním okrajem ven tak, aby je plži nemohli přelézt. Pěstování meziplodin se doporučuje především na pozemcích s vysokým výskytem slimáků. Při pozdější sklizni brambor je velké riziko poškození plži.
Plže odpuzuje hořčice, kerblík, lichořeřišnice, řeřicha zahradní, šalvěj, tymián, yzop.

### Zjištění výskytu plžů
O přítomnosti plžů svědčí okousané klíčky (nabobtnalá semena mají hodně vody), stonky, lodyhy, plody, hlízy, dužnaté kořeny, listy, okrajový žír, v listech nepravidelné otvory (okénkování a dírkování), žilky listů nebývají poškozené. Žerou hlavně klíčící a mladé rostliny (např. mladá řepka má méně glukosinolátů. Šlechtitelé se snaží, aby bylo glukosinolátů v plodinách co nejméně, což ale zřejmě prospívá plžům.) V blízkosti bývá zaschlý sliz.
Přítomnost plžů je možné zjišťovat také pomocí pastí. Foliové, tkaninové, pytlové (jutové pytle), vlnité papírové lapáky nebo dřevěné desky o velikosti 1m2, např. čtverec navlhčené lepenky se překryje černou fólií a zatíží v rozích. Může pod nimi být návnada z rostlinných zbytků nebo moluskocidní návnada. Pasti kontrolujeme ve dne. Ošetření se doporučuje při výskytu 8 a více jedinců za 24 hodin pod lapákem 1 m2, případně 8–10 jedinců pod lapákem za 2 až 3 dny (velikost lapáku neuvedena). Práh škodlivosti není stanoven, u řepky je doporučen práh škodlivosti asi 5 ks / m2. Hlavní výskyt na řepce je srpen až září. Obecně mohou škodit od května do prosince.

### Postupy likvidace škůdců
- Ruční sběr.
- Chytání pod lapáky (viz výše). Lapáky a návnady umísťujeme do stínu. Jako návnada pod lapáky se doporučuje:
  - Slupky z melounů nebo z cuket (zdroj: )
  - Slupky z okurek
  - Slupky z grapefruitů , 
  - Plže lákají také aksamitníky (= afrikány) (Tagetes) (zdroj: 1999 Českotřebovský zpravodaj)
  - Někdy se doporučují složitější lapáky, jako např. 10 cm hluboká brázda, naplnit ji trávou a v podvečer pokropit vodou. Ráno pak takto přilákané plže zlikvidovat.
  - Jako návnada mohou sloužit i usmrcení rozdrcení plzáci.
- Sbírání večer s baterkou.
- Návnada s pivem, to ale láká plže i z okolí. Nechte misku s pivem vyčnívat asi 1 cm nad povrch půdy, aby se nechytali i brouci.
- Speciální fólie (Bayer).

Pasti na plže si můžete snadno vyrobit nebo dokonce koupit, např. v ozdobném provedení.
- Za suchého počasí překážky z pilin, popela s pilinami, vápna s pilinami, sazí. Uvádí se také chlorid sodný (sůl na solení silnic) - ale nedoručuje se kvůli zasolování půdy.
- Také desky s čedičovou nebo skelnou vatou bránící přelézání plžů.
- Aplikace večer, granulované dusíkaté vápno 1 -1,5 kg/100 m2. Např. dusíkaté vápno Perlka se aplikuje 30 g / m2.
- Pálené vápno (pálený vápenný hydrát s pH kolem 13) [anglicky: calcium hydrate] nebo vápenné nedohasky dvakrát za sebou v rozmezí půl hodiny 2 tuny na hektar. Pálené vápno, vyhasíme malým množstvím vody, 3–4 kg/100m2.
- 1-2 % koncentrace kofeinu je pro slimáky smrtelným nervovým jedem a zabíjí je. Rostliny však snesou i vyšší koncentraci. 0,01 % roztok kofeinu snižuje poškození plži  a 0,1 % koncentrace kofeinu lze použít na odpuzování plžů . Použít lze kávu, čaj, koku. (podle Urban Zdeněk 4.7.2002 Kofeinem lze bojovat proti slimákům. - Hospodářské noviny, Věda a lidé, str. 3). Zjistil to Robert Hollingsworth na Hawaii a svůj objev publikoval v časopise Nature. Běžně připravený šálek instantní kávy má asi 0,05 % koncentraci kofeinu. Na 0,1 % koncentraci kofeinu je tedy potřeba asi dvojnásobek kávy, takže komerční využití kofeinu jako detergentu na plže je sporné.
- Můžete zkusit 10 % roztok česneku. (zdroj: DK 17.1.2004 Agronavigátor)
- Sarasinula linguaeformis lze zničit pomocí kyseliny borité

### Biologický boj proti plžům
Proti škodlivým plžům lze použít parazitické hlístice Phasmarhabditis hermaphrodita ve spojení s bakterií Moraxella osloensis. Tyto hlístice napadají plže pod zemí, což je vhodné např. při pěstování chřestu. Přípravky obsahující hlístice se obvykle smíchají s vodou a výsledným roztokem se zalévají napadené zahrady. Komerční výrobou přípravků se zabývá např. britská firma Becker Underwood (přípravek Nemaslug Slug Killer) nebo belgická společnost Biobest. V České republice je přípravek registrovaný pod názvem Nemaslug
Na Bristolské univerzitě byl nákladem 200 000 liber vyvinut robot, který pomocí infračerveného detektoru loví plže a rozkládá je na metan, čímž získává energii. Jeho cena v současné době však činí 1000 liber.
Až při přemnožení plžů lze použít chemické moluskocidy.